# Dompierre, Broye
Dompierre  là một đô thị thuộc huyện Broye của bang Fribourg, Thụy Sĩ.